# 10157 Asagiri
10157 Asagiri eller 1994 WE1 är en asteroid i huvudbältet som upptäcktes den 27 november 1994 av den japanska astronomen Takao Kobayashi vid Ōizumi-observatoriet. Den är uppkallad efter Asagiri vid berget Fuji.
Asteroiden har en diameter på ungefär 4 kilometer och den tillhör asteroidgruppen Vesta.